# Dance music
O termo dance music refere-se a um vasto leque de estilos e gêneros de música para dançar que surgiram na América do Norte e na Europa, incorporando elementos da música eletrônica e disco em novas formas híbridas. A dance music ganhou força no final de década de 1980 e na década de 1990, dada a grande disseminação de diferentes estilos de música eletrônica.

## História
A ascensão da disco music no início da década de 1970 fez com que a dance music se tornasse popular entre o público. Em 1981, uma nova forma de dance music que utilizava sons eletrônicos estava se desenvolvendo. Em pouco tempo esta música tornou-se popular nas discotecas, rádios, shows e raves. Na década de 1990, a dance music se torna mundialmente popular juntamente com a eurodance através de expoentes como Snap!, Masterboy, Dr. Alban, Culture Beat, Ace of Base, Corona, Double You, Magic Affair, Real McCoy, Vengaboys, Haddaway e Whigfield.